# Frenchtown-Rumbly (Maryland)
Frenchtown-Rumbly és una concentració de població designada pel cens dels Estats Units a l'estat de Maryland. Segons el cens del 2000 tenia 96 habitants.

## Demografia
Segons el cens del 2000, Frenchtown-Rumbly tenia 96 habitants, 47 habitatges, i 29 famílies. La densitat de població era de 8,9 habitants/km².
Dels 47 habitatges en un 19,1% hi vivien nens de menys de 18 anys, en un 53,2% hi vivien parelles casades, en un 8,5% dones solteres, i en un 36,2% no eren unitats familiars. En el 31,9% dels habitatges hi vivien persones soles el 12,8% de les quals corresponia a persones de 65 anys o més que vivien soles. El nombre mitjà de persones vivint en cada habitatge era de 2,04 i el nombre mitjà de persones que vivien en cada família era de 2,57.
Per edats la població es repartia de la següent manera: un 19,8% tenia menys de 18 anys, un 0% entre 18 i 24, un 26% entre 25 i 44, un 32,3% de 45 a 60 i un 21,9% 65 anys o més.
L'edat mediana era de 48 anys. Per cada 100 dones de 18 o més anys hi havia 97,4 homes.
La renda mediana per habitatge era de 28.542 $ i la renda mediana per família de 28.750 $. Els homes tenien una renda mediana de 16.250 $ mentre que les dones 0 $. La renda per capita de la població era de 15.430 $. Cap de les famílies i el 14,3% de la població estaven per davall del llindar de pobresa.

## Poblacions més properes
El següent diagrama mostra les poblacions més properes.